# Hypomicrogaster vacillatrix
Hypomicrogaster vacillatrix är en stekelart som först beskrevs av Wilkinson 1930.  Hypomicrogaster vacillatrix ingår i släktet Hypomicrogaster och familjen bracksteklar. Inga underarter finns listade i Catalogue of Life.